# Хёйсен, Дин
Дин До́нни Хёйсен (нидерл. Dean Donny Huijsen; родился 14 апреля 2005, Амстердам, Нидерланды) — испанский футболист, центральный защитник клуба «Реал Мадрид» и сборной Испании.

## Клубная карьера
Воспитанник испанских команд «Коста Унида» и «Малага». В 2021 году Хёйсен присоединился к «Ювентусу». 22 октября 2023 года дебютировал за основную команду клуба в матче Серии A против «Милана».
6 января 2024 года на правах аренды до конца сезона 2023/24 перешёл в «Рому». На следующий день, 7 января, дебютировал за римский клуб, выйдя на замену в матче Серии A против «Аталанты». 5 февраля 2024 года вышел на замену в матче чемпионата Италии против «Кальяри» и забил свой первый гол за «Рому». За полсезона в аренде Хёйсен провёл 14 матчей, забил 2 гола и отдал 1 голевую передачу.
30 июля 2024 года перешёл в «Борнмут», подписав контракт с английским клубом до 30 июня 2030 года. 17 августа 2024 года дебютировал в Премьер-лиге, проведя полный матч против клуба «Ноттингем Форест». 5 декабря 2024 года забил свой первый гол за «Борнмут» в ворота клуба «Тоттенхэм Хотспур», принеся «вишням» победу со счётом 1:0. 15 мая 2025 года был номинирован на награду лучшему молодому игроку сезона в Премьер-лиге. Спустя 2 дня, 17 мая, «Борнмут» объявил о том, что по окончании сезона 2024/25 Хёйсен присоединится к мадридскому «Реалу». Испанский клуб согласился выплатить отступные в размере 50 млн фунтов (59,4 млн евро).
18 июня 2025 года дебютировал за «Реал Мадрид», проведя полный матч на Клубном чемпионате мира против саудовского «Аль-Хиляля».

## Карьера в сборной
Выступал за сборные Нидерландов до 17, до 18, до 19 лет, а также за сборную Испании до 21 года.
В марте 2025 года получил свой первый вызов в основную сборную Испании на матчи Лиги наций. Дебютировал 20 марта, выйдя на замену в четвертьфинальной встрече турнира против Нидерландов.

## Достижения
Сборная Испании
- Серебряный призёр Лиги наций УЕФА: 2024/25

## Статистика выступлений

### Клубная
| Выступление      | Выступление      | Выступление      | Лига | Лига | Кубки | Кубки | Еврокубки | Еврокубки | Итого | Итого |
| Клуб             | Лига             | Сезон            | Игры | Голы | Игры  | Голы  | Игры      | Голы      | Игры  | Голы  |
| ---------------- | ---------------- | ---------------- | ---- | ---- | ----- | ----- | --------- | --------- | ----- | ----- |
| Ювентус          | Серия А          | 2023/24          | 1    | 0    | 0     | 0     | 0         | 0         | 1     | 0     |
| Ювентус          | Итого            | Итого            | 1    | 0    | 0     | 0     | 0         | 0         | 1     | 0     |
| → Рома           | Серия А          | 2023/24          | 13   | 2    | 1     | 0     | 0         | 0         | 14    | 2     |
| → Рома           | Итого            | Итого            | 13   | 2    | 1     | 0     | 0         | 0         | 14    | 2     |
| Борнмут          | Премьер-лига     | 2024/25          | 32   | 3    | 4     | 0     | 0         | 0         | 36    | 3     |
| Борнмут          | Итого            | Итого            | 32   | 3    | 4     | 0     | 0         | 0         | 36    | 3     |
| Всего за карьеру | Всего за карьеру | Всего за карьеру | 46   | 5    | 5     | 0     | 0         | 0         | 51    | 5     |

1. ↑  Кубок Италии, Кубок Англии, Кубок Английской футбольной лиги.

### Сборная
| Матчи и голы Дина Хёйсена за сборную Испании | Матчи и голы Дина Хёйсена за сборную Испании | Матчи и голы Дина Хёйсена за сборную Испании | Матчи и голы Дина Хёйсена за сборную Испании | Матчи и голы Дина Хёйсена за сборную Испании | Матчи и голы Дина Хёйсена за сборную Испании | Матчи и голы Дина Хёйсена за сборную Испании |
| №                                            | Дата                                         | Оппонент                                     | Счёт                                         | Голы                                         | Соревнование                                 |                                              |
| -------------------------------------------- | -------------------------------------------- | -------------------------------------------- | -------------------------------------------- | -------------------------------------------- | -------------------------------------------- | -------------------------------------------- |
| 1                                            | 20 марта 2025                                | Нидерланды                                   | 2:2                                          | —                                            | Лига наций УЕФА 2024/25. Четвертьфинал       |                                              |
| 2                                            | 23 марта 2025                                | Нидерланды                                   | 3:3 (5:4 пен.)                               | —                                            | Лига наций УЕФА 2024/25. Четвертьфинал       |                                              |
| 3                                            | 5 июня 2025                                  | Франция                                      | 5:4                                          | —                                            | Лига наций УЕФА 2024/25. Полуфинал           |                                              |
| 4                                            | 8 июня 2025                                  | Португалия                                   | 2:2 (3:5 пен.)                               | —                                            | Лига наций УЕФА 2024/25. Финал               |                                              |

Итого: 4 матча / 0 голов; 1 победа, 3 ничьи, 0 поражений

## Личная жизнь
Дин Хёйсен — нидерландец по происхождению, он родился в 2005 году в Амстердаме. Отец — Донни Хёйсен, тоже был футболистом.
В 2010 году, когда Дину было 5 лет, его семья переехала по рабочим причинам в испанскую Андалусию. В феврале 2024 года Хёйсен стал гражданином Испании.